# 日向亘
日向亘（日语：／ Hyūga Wataru；2004年3月18日—）是日本男演員，出身自群馬縣，Horipro旗下藝人。

## 作品列表

### 電視劇
- 太陽不會動 -THE ECLIPSE- 第4集（太陽は動かない -THE ECLIPSE-，2020年6月14日，WOWOW）飾演 鷹野一彥（高中時期）
- 姐姐的戀人（2020年10月27日－12月22日，關西電視台、富士電視台）飾演 安達優輝
- 幪面超人REVICE（2021年9月5日－8月28日，朝日電視台）飾演 五十嵐大二 / 陽炎（假面騎士Evil / 假面騎士Live）
- Get Ready!（2023年1月8日－3月12日，TBS）飾演 白瀨剛人
- Pending Train－8時23分，明天和你在一起（2023年4月21日－6月23日，TBS）飾演 江口和真
- 大河劇 怎麼辦家康 第33回 - 最終回（2023年8月27日－12月17日，NHK）飾演 真田信繁
- 如果是你，或許可以相戀（2023年10月6日－11月3日，每日放送）飾演 山菅龍司（主演）
- 我家律師很麻煩（2023年10月13日－12月22日，富士電視台）飾演 岩渕亮平
- MARS-零的革命- 第2集、第6集（2024年1月30日、2月27日，朝日電視台）飾演 不破壯志
- GTO Revival（2024年4月1日，關西電視台・富士電視台）飾演 宇野晴翔
- JK與六法全書（2024年4月19日－6月7日，朝日電視台）飾演 渡辺悠
- 我們還不懂那顆星球的校規（2025年7月14日－，關西電視台・富士電視台）飾演 藤村省吾

### 電影
- 太陽不會動（太陽は動かない，2021年3月5日）飾演 鷹野一彥（高中時期）
- 幪面超人REVICE 短篇電影（2021年7月22日）飾演 五十嵐大二
- 幪面超人Beyond Generations（2021年12月17日）飾演 五十嵐大二 / 假面騎士Live
- 劇場版 幪面超人REVICE Battle Familia（2022年7月22日）飾演 五十嵐大二 / 陽炎 / 假面騎士Evil / 假面騎士Live
- 假面騎士GEATS×REVICE MOVIE Battle Royale（2022年12月23日）飾演 五十嵐大二 / 假面騎士Live

### 廣告
- 日本環球影城「「Unispring」」（2023年1月26日）[1]

## 外部連結
- 經紀公司個人資料頁面（日語）
- 日向亘的Instagram帳戶（日語）
- 日向亘的X（前Twitter）（日語）

1. ↑  . マイナビニュース (マイナビ). 2023-01-26  [2023-01-26]. （原始内容存档于2023-05-11）.